# 2000년 하계 올림픽 몰타 선수단
2000년 하계 올림픽 몰타 선수단은 오스트레일리아 시드니에서 열린 2000년 하계 올림픽에 참가한 올림픽 몰타 선수단이다.

## 종목별 성적

### 육상
남자 100m
- 마리오 보넬로
  - 1라운드 — 11.6초 (→85위로 진출 실패)

여자 100m
- 수잔네 스피테리
  - 1라운드 — 12.75초 (→69위로 진출 실패)